# Migolska Gora
Migolska Gora je naselje v občini Mirna.
Migolska gora je razloženo naselje na istoimenskem hribu med vinogradi in zidanicami. V bližini je bilo odkrito halštatsko, deloma že prekopano gomilno grobišče, večina hiš pa  se nahaja ob dovozni cesti iz Sajenic in Migolice, poleg Sajenic pa stoji še ena hiša, ki spada pod Migolico. Prst je lapornata, na severnem in severovzhodnem pobočju Migolske gore so njive in sadovnjaki, na južni strani pa je strmo pobočje Brije s propadajočimi vinogradi. V bližini izvira studenec Kojnik, Italijani pa so 29. oktobra 1942 požgali nekaj hiš.